# Вест-Покомок (Меріленд)
Вест-Покомок (англ. West Pocomoke) — переписна місцевість (CDP) в США, в окрузі Сомерсет штату Меріленд. Населення — 481 особа (2020).

## Географія
Вест-Покомок розташований за координатами 38°5′47″ пн. ш. 75°34′48″ зх. д. / 38.09639° пн. ш. 75.58000° зх. д. (38.096380, -75.580084).  За даними Бюро перепису населення США в 2010 році переписна місцевість мала площу 24,91 км², з яких 24,36 км² — суходіл та 0,55 км² — водойми.

## Демографія
Згідно з переписом 2010 року, у переписній місцевості мешкали 454 особи в 210 домогосподарствах у складі 140 родин. Густота населення становила 18 осіб/км².  Було 251 помешкання (10/км²).
Расовий склад населення:
| - 68,9 % — білих - 25,3 % — чорних або афроамериканців - 2,9 % — азіатів - 0,4 % — корінних американців - 1,1 % — осіб інших рас |

До двох чи більше рас належало 1,3 %. Частка іспаномовних становила 1,3 % від усіх жителів.
За віковим діапазоном населення розподілялося таким чином: 14,5 % — особи молодші 18 років, 65,0 % — особи у віці 18—64 років, 20,5 % — особи у віці 65 років та старші. Медіана віку мешканця становила 50,2 року. На 100 осіб жіночої статі у переписній місцевості припадало 94,0 чоловіків;  на 100 жінок у віці від 18 років та старших — 87,4 чоловіків також старших 18 років.
Середній дохід на одне домашнє господарство  становив 59 704 долари США (медіана — 36 392), а середній дохід на одну сім'ю — 77 035 доларів (медіана — 41 875). За межею бідності перебувало 19,1 % осіб, у тому числі 34,5 % дітей у віці до 18 років та 0,0 % осіб у віці 65 років та старших.
Цивільне працевлаштоване населення становило 140 осіб. Основні галузі зайнятості: роздрібна торгівля — 22,1 %, виробництво — 22,1 %, освіта, охорона здоров'я та соціальна допомога — 14,3 %, мистецтво, розваги та відпочинок — 10,0 %.